# Tesamorelin
Tesamorelin (nome commerciale Egrifta ) è un analogo dell'ormone di rilascio della somatotropina umano (GHRH), utilizzato nel trattamento della lipodistrofia HIV-associata . Tesamorelin è prodotto e sviluppato da Theratechnologies, Inc. del Canada.
Tesamorelin è un peptide sintetico costituito da tutti i 44 aminoacidi di GHRH umano con l'aggiunta di un gruppo acido trans-3-hexenoic.